# Anton Peltzmann
Anton Josef Peltzmann (* 7. Dezember 1920 in Krieglach; † 14. September 2000 in Graz) war ein österreichischer Kunstschmied und Politiker (ÖVP).

## Leben
Anton Peltzmann wurde am 7. Dezember 1920 als Sohn des Eisenbahners und Grundbesitzers Anton Peltzmann (* 7. Juni 1899 in Wartberg im Mürztal; † 2. September 1976 in Mürzzuschlag) und dessen Ehefrau, der Hausfrau Margarethe Peltzmann (geborene Rossegger (vulgo Urbanbauer); * 7. Juni 1892 in Krieglach; † 30. Jänner 1972 in Mürzzuschlag) in Krieglach geboren und am 11. Dezember 1920 auf den Namen Anton Josef getauft. Sein Großvater Jakob Rossegger, der ursprünglich vom Kluppeneggerhof in Alpl stammte, war ein jüngerer Bruder des Heimatdichters Peter Rosegger. Seine Eltern hatten am 7. Juli 1920 in der Herz-Jesu-Kirche in Graz geheiratet. 1933 fand die Konfirmation Peltzmanns statt. Er absolvierte die Volks-, Bürger- und gewerbliche Fortbildungsschule in Mürzzuschlag, bevor er 1938 in die Wehrmacht einrückte. Noch während des Zweiten Weltkrieges heiratete Anton Peltzmann am 14. Mai 1944 Franziska Neufeld, mit der er in weiterer Folge drei Kinder hatte. Laut Taufbucheintrag und Meldung der Pfarre Wartberg wurde die Ehe am 14. Februar 1980 saniert. Nach dem Krieg legte Peltzmann im Jahr 1947 die Meisterprüfung im Schmiedehandwerk ab und übernahm den Kunstschmiedebetrieb des Großvaters in Mitterdorf im Mürztal. Gemeinsam mit seiner Gattin baute er diesen zu einem führenden Unternehmen seiner Branche aus.
Seine politische Karriere begann Peltzmann im Jahre 1948 als Gemeinderat von Mitterdorf. Während seiner jahrzehntelangen politischen Laufbahn war er in vielen Funktionen tätig, unter anderem ab 1973 als Vizepräsident und im Jahre 1980 für wenige Monate als Präsident der Wirtschaftskammer Steiermark. Ebenso viele Jahre fungierte er ab 1966 als Landesobmann des ÖVP-Wirtschaftsbundes und wurde 1963 als Wirtschafts- und Katastrophenschutzreferent in die Landesregierung berufen. Ab dieser Zeit trat er als Initiator des Mittelstandsförderungs- und Jungunternehmerförderungsgesetzes in Erscheinung und setzte sich mitunter für den Bau neuer Ausbildungsstätten für die Jugend ein. Insgesamt gehörte er dem steirischen Landtag vom 5. Juni 1963 bis zu seinem Ausscheiden am 20. August 1980 in insgesamt fünf verschiedenen Gesetzgebungsperioden (V., VI., VII., VIII. und IX. Gesetzgebungsperiode) an. In seiner mehr als 17-jährigen Amtszeit in der Landespolitik war er Wirtschaftslandesrat mit Ressorts Handel, Gewerbe, Industrie, Berufsschulwesen, Straßenverkehrs- und Kraftfahrwesen, Landesbahnen, Feuerwehr sowie Katastrophen- und Zivilschutz.
Ebenso verdient gemacht hat sich der gebürtige Mürztaler um das Feuerwehrwesen. Bereits sein Großvater und Vater waren bei der Freiwilligen Feuerwehr in Mitterdorf aktiv; sein Großvater war ebenfalls ein Mitterdorfer Gemeinderat. Ab 1967 – anderen Quellen zufolge bereits ab 1962 – war er etwa Präsident des Steirischen Zivilschutzverbandes mit Sitz in Lebring. Auf Anton Peltzmann geht auch das Ausbildungszentrum der Feuerwehr- und Zivilschutzschule Lebring zurück. Bis zu seinem Tod am 14. September 2000 in Graz, knapp drei Monate vor der Vollendung seines 80. Geburtstages, bekleidete Peltzmann die Funktion des Aufsichtsratsvorsitzenden des Bankhauses Krentschker, einer damaligen Privatbank mit Sitz in Graz.
Zudem war er ab 1976 Mitglied der Freimaurerloge Die Brücke. Er war Ehrenbürger zahlreicher steirischer Gemeinden, darunter Mitterdorf im Mürztal (1975), Murau (1975), Schachen bei Vorau (1976), Puchegg (1976), Vorau, Sankt Stefan im Rosental (1976), Mönichwald (1979), Zerlach (1980), Nestelbach im Ilztal (1980), Predlitz-Turrach (1980) oder Hainersdorf.